# Tapisserie

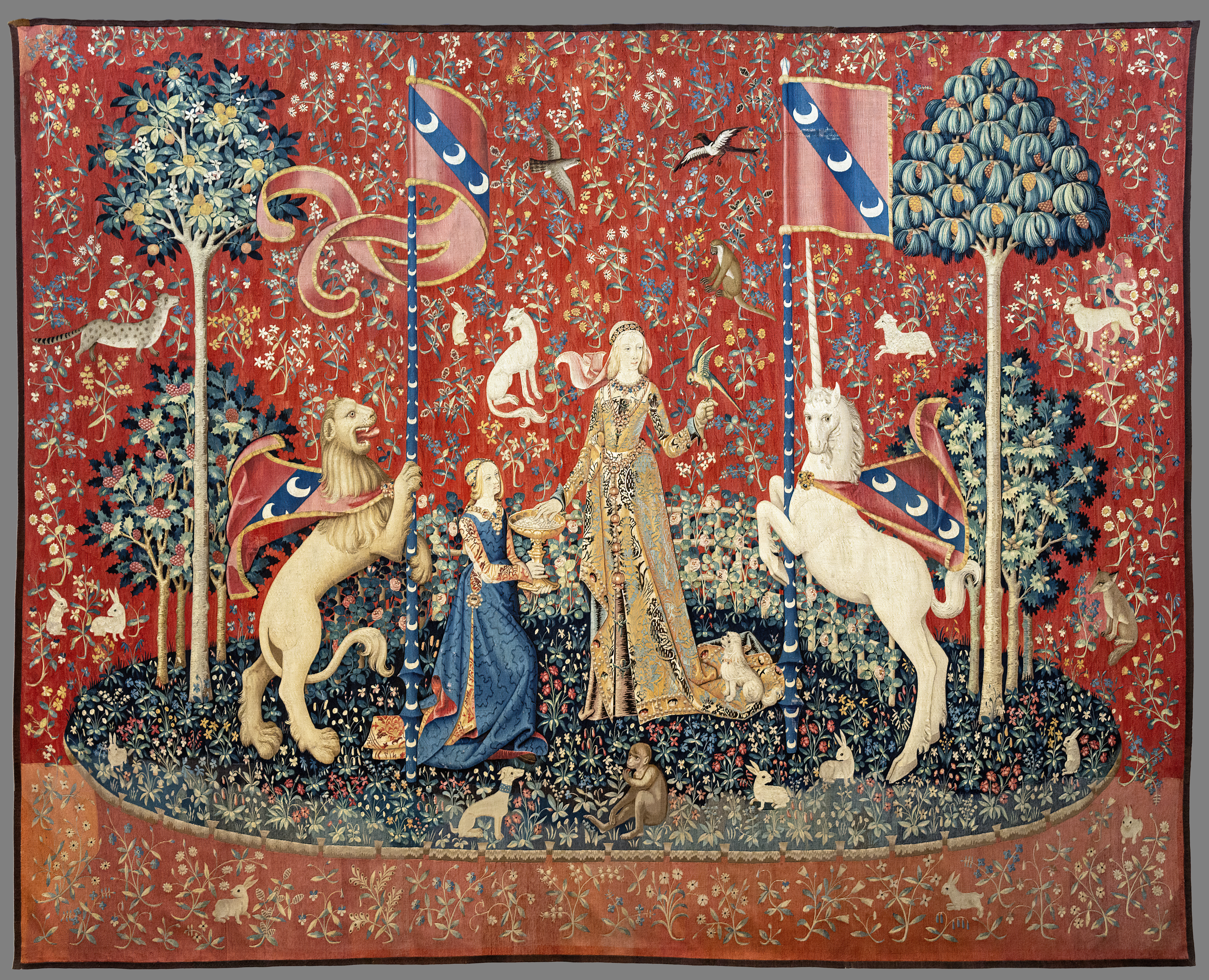
Le goût, l'une des tapisseries de la tenture de La Dame à la Licorne, fin du XVe siècle. Musée de Cluny à Paris.

La tapisserie est un tissu fabriqué sur un métier à tisser ou bien à la main, dont le tissage représente des motifs ornementaux. Le tissage se compose de deux ensembles de fils entrelacés, ceux à la verticale, les fils de chaîne, et ceux à l'horizontale, les fils de trame. Les fils de chaîne sont mis en place sous tension sur un métier, et le fil de trame est transmis par un mouvement mécanique de va-et-vient sur tout ou partie de l'ouvrage. Souvent la tapisserie est une réalisation textile décorative d'ameublement, se classant dans les arts décoratifs. La tenture murale d'une pièce peut être constituée d'une seule ou d'un ensemble de tapisseries.
L'art de la tapisserie existe depuis l'Antiquité, et beaucoup de peuples l'ont pratiqué : Grèce antique, Chine impériale, Égypte antique, civilisations précolombiennes. La tapisserie occidentale connaît un essor formidable pendant le XIVe siècle, illustré par la tenture de l'Apocalypse commandée par le duc Louis Ier d'Anjou.
Beaucoup de tapisseries sont parvenues jusqu'à nous directement. Elles sont parfois grandioses (tenture de La Dame à la licorne conservée au musée de Cluny, tenture de David et Bethsabée conservée à Écouen, tenture Les Chasses de Maximilien conservée au musée du Louvre), souvent plus modestes. Certaines tentures sont disponibles en plusieurs séries (tenture de l'Histoire du Roy dont une série complète se trouve au château de Versailles).

## Techniques

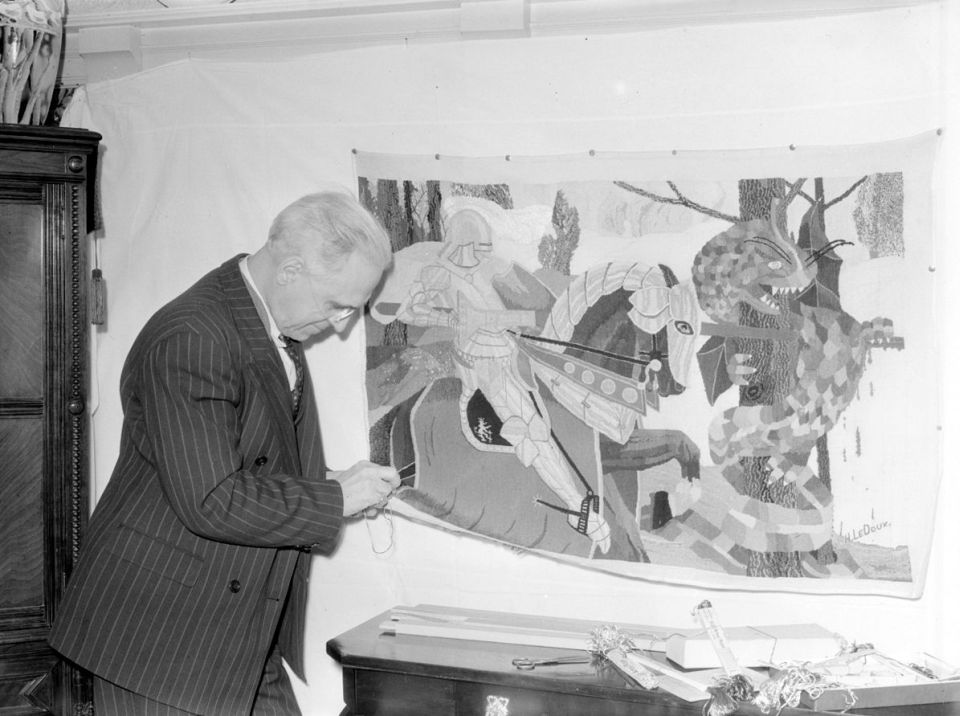
Honoré Ledoux mettant la touche finale à une tapisserie représentant un chevalier en armure sur son destrier. Photographie de Conrad Poirier.

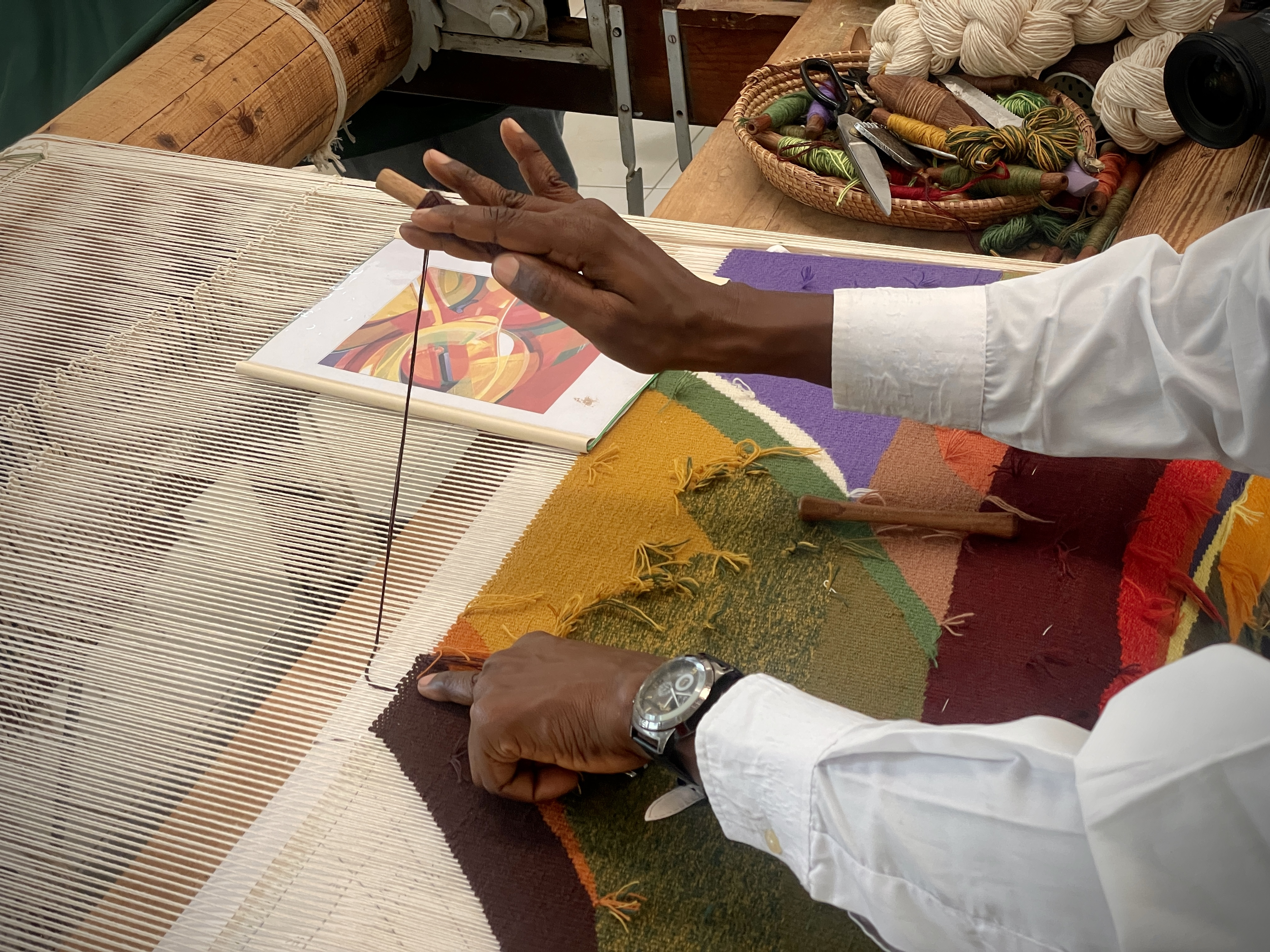
Un tapissier qui tisse un tapis à la manufacture sénégalaise des arts décoratifs de Thiès.

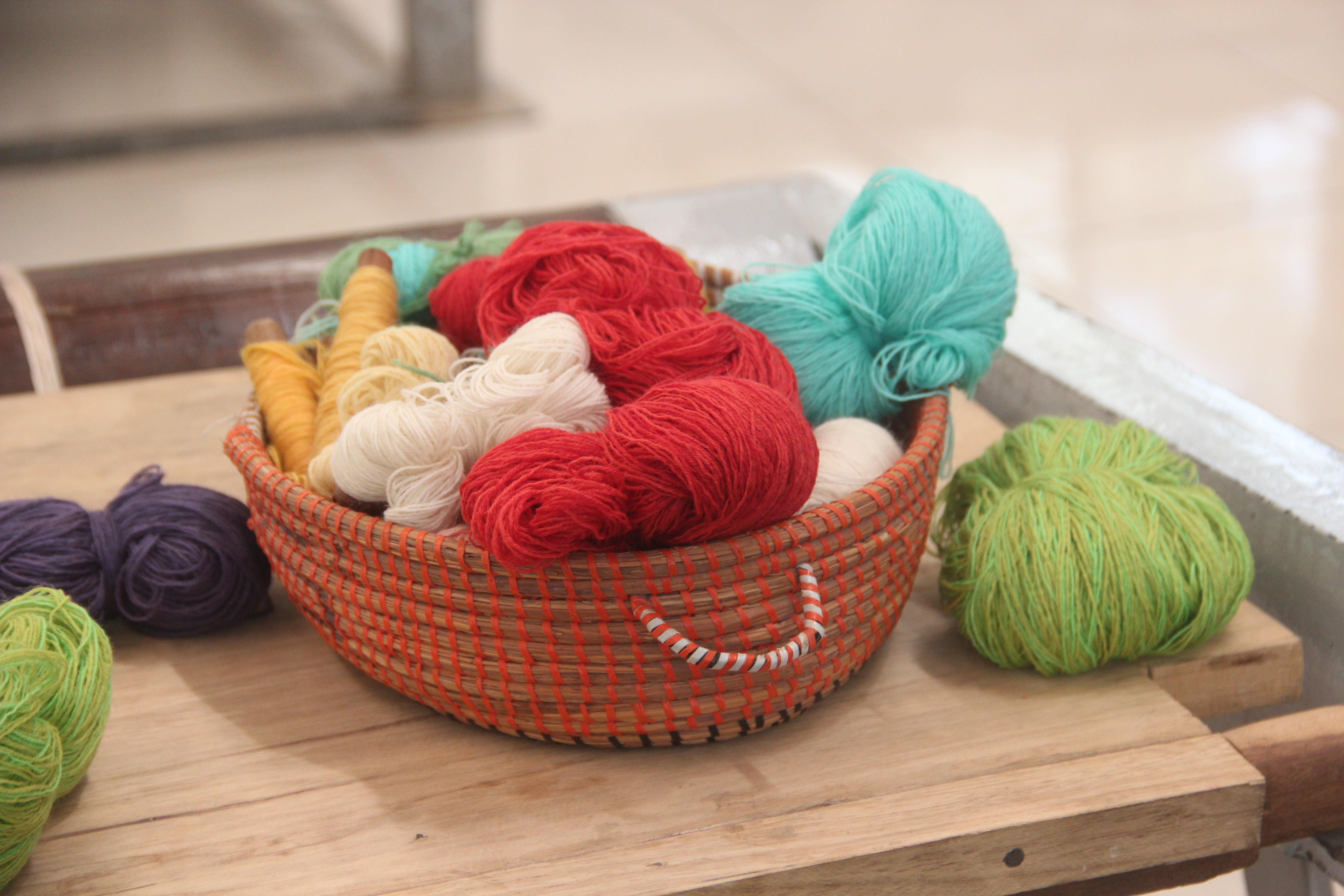
Pelotes de laine et de fil, à la Manufacture des arts décoratifs de Thiès

La tapisserie (ou lice ou lisse) est une œuvre tissée sur un métier à tisser à haute lice (tapisserie utilisant un métier où la chaîne est disposée verticalement) ou basse lice (tapisserie utilisant un métier où la chaîne est disposée dans un plan proche de l'horizontale). Les trois personnes se succédant de la conception à l’élaboration d’une tapisserie sont le maquettiste, peintre qui crée la composition, le cartonnier qui agrandit la maquette à grandeur d’exécution sur le métier, le  licier ou lissier qui réalise la tapisserie.
Quand plusieurs tapisseries sont créées sur le même thème, on appelle l'ensemble une tenture, et chacune des tapisseries une pièce (par exemple la tenture des Indes est une tenture de huit pièces). À ne pas confondre avec une suite de tapisseries, c'est-à-dire plusieurs tapisseries identiques tissées d'après le même carton (ainsi, huit séries de la tenture des Indes ont été tissées).

### Matériaux
La laine est le matériau principal utilisé pour réaliser une tapisserie. La laine a été utilisée de préférence grâce à deux qualités, elle est facile à teindre et elle conserve bien la chaleur.
On utilise aussi la soie produite par le ver à soie et qui donne un aspect lumineux à la tapisserie. Son inconvénient vient de son prix élevé.
Dans les tapisseries les plus riches, on pouvait mélanger les fils de laine à des fils de soie, voire à des fils d'or ou d'argent.

### Teinture
Les tapisseries étant destinées à décorer les murs, elles sont appréciées pour la richesse de leurs coloris.
Au Moyen Âge, il n'y avait que très peu de couleurs, toutes d'origine naturelle, souvent à base de plantes tinctoriales :
- la garance, la cochenille et le kermès donnent des rouges de différentes intensités ;
- le pastel, aussi appelé guède, donne du bleu clair, ou, plus précieux, l'indigo, venu d'Inde (d'où son nom) ;
- la gaude permet de teindre en jaune.

Avec les progrès de la chimie à partir du XVIIIe siècle, le nombre de couleurs s'est accru sensiblement et l'on a pu utiliser des tons de plus en plus fins. Alors que la tapisserie présentait une forme d'irréalisme en raison du nombre restreint de couleurs, au XVIIIe siècle, elle parvient à reproduire fidèlement des peintures. Malheureusement, ces premières teintures chimiques étaient très sensibles à la lumière et les tentures datant de Louis XIV et Louis XV ont des couleurs plus ternes que celles du Moyen Âge.
Le nombre de couleurs disponibles est passé d'une vingtaine au Moyen Âge, à une centaine au XVIIe siècle, 600 un siècle plus tard et aujourd'hui, plusieurs milliers.

### Modèles et cartons
Au départ est créé un carton, qui est l'ébauche en dimensions réelles de la tapisserie. Le carton est une sorte de maquette peinte, qui indique la composition, les motifs et les couleurs. Au départ exécutée par les tapissiers, elle devient une activité à part entière, celle des peintres-cartonniers.
Le carton peut être fait à partir d'une peinture, comme on le voit à partir du XVIe siècle avec la reproduction en tapisseries de tableaux de Raphaël.

### Tissage

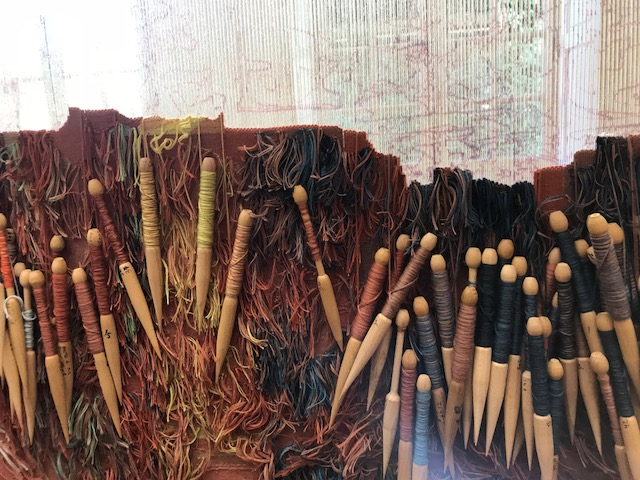
Broches pendant le tissage, manufacture des Gobelins (2018).

La technique de basse lice est horizontale et le métier se présente comme une table tandis que la technique de haute lice est exécutée sur un métier vertical. Le licier écarte les fils pour voir le carton placé sous les fils en basse lice ; en haute lice, il use d'un miroir car le carton est placé derrière lui. Au départ, des fils de chaîne de laine écrue, qui constituent la matrice, sont tendus sur des rouleaux appelés ensouples. Ils sont recouverts au fur et à mesure du tissage par des fils de trame, qui apportent le dessin et les couleurs. L'exécution peut se faire à plusieurs mains. Elle est longue et minutieuse. Pour exécuter la trame, le licier actionne des pédales, qui séparent la nappe de fils de chaîne en fils pairs et impairs, permettant le passage d'une navette avec son fil. Ce passage s'appelle une passée. Il y a autant de navettes qu'il y a de couleurs. Le licier peut procéder à des effets : le battage, sorte de hachure qui permet de faire des dégradés de couleur ; le relais, sorte de coupure entre deux zones de couleur. Le travail effectué s'enroule au fur et à mesure sur l'ensouple. Une fois achevé, on déroule l'ouvrage. Dans la tapisserie contemporaine, on peut multiplier les épaisseurs, effectuer des crevés (trous) ou laisser les fils pendre pour donner expressivité et matière. À noter l'invention, à la fin du XVIIIe siècle, du métier Jacquard, qui a permis la mécanisation et l'industrialisation du textile en général, et, dans une moindre mesure, de la tapisserie.
Les deux techniques d'exécution de la tapisserie de lices sont utilisées par plusieurs centres de productions : en France, manufacture des Gobelins à Paris, tapisseries de Beauvais, ainsi que les tapisserie d'Aubusson. En Belgique, la manufacture royale de tapisserie De Wit, à Malines (Mechelen), et Chaudoir, à Bruxelles. Audenarde (Oudenaarde) ainsi que Grammont (Geraardsbergen) et Enghien, sont mondialement connues pour les « verdures », spécialité au départ également des ateliers d'Aubusson. Tournai possède encore un musée de sa tapisserie mais également une école dans laquelle sont rénovées de nombreuses tapisseries de toutes provenances.
La technique s'est internationalisée à partir du XVIIe siècle et les métiers sont devenus plus individuels au XXe siècle, particulièrement après la Seconde Guerre mondiale, permettant une diffusion et une pratique plus importante et plus personnelle de la tapisserie.

### Rentraiture
La dimension d'une tapisserie, ou l'existence de parties comportant des difficultés particulières, conduisent fréquemment à réaliser la création sur plusieurs métiers distincts. L'assemblage des différentes parties, le rentrayage, exécuté par des rentrayeurs, consiste à les réunir  par des coutures grâce à des points rentraiture.
Le rentrayeur peut également intervenir pour la restauration d'anciennes tapisseries ou encore les transformer, par exemple pour les redimensionner à la place qu'elles doivent occuper.

### Distinction entre tapisserie et broderie

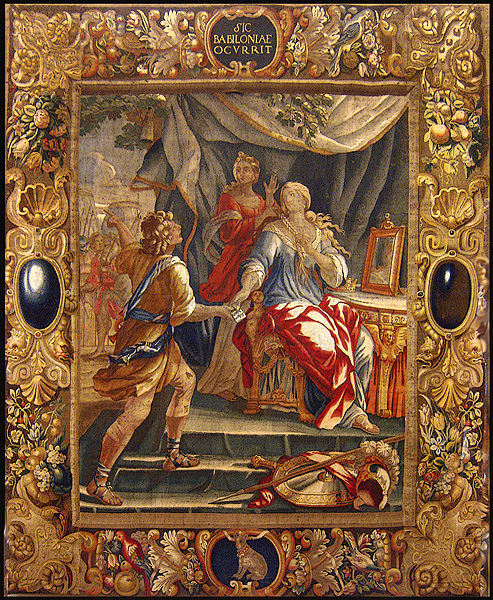
Abraham van Diepenbeeck, La Légende de Sémiramis (entre 1627 et 1638), atelier de Michel Wauters à Anvers. Rome, musées du Capitole.

La plus ancienne des tentures est la tapisserie de Bayeux, grandiose pièce historique de 70 mètres de long qui narre l'invasion de l'Angleterre par Guillaume le Conquérant au XIe siècle. Cependant cette œuvre est injustement appelée tapisserie car c'est en réalité une broderie, exécutée « aux points d'aiguille » : alors qu'une tapisserie est tissée sur un métier manuel ou mécanique, la broderie est cousue sur une toile à l'aide de fils de couleur et d'aiguilles. Les fils de couleur ne couvrent pas la totalité de la surface, contrairement à la tapisserie. Jadis appelée « tapisserie aux points d'aiguille » cette technique use au départ d'une toile assez grossière qui est aujourd'hui un « canevas », d'où le nom actuel donné à la technique. La broderie est connue depuis des temps immémoriaux, contrairement à la tapisserie, plus complexe à mettre en œuvre, et dont le démarrage se situe à la fin du Moyen Âge. Ses points communs avec la tapisserie sont non seulement l'appartenance à la famille textile mais la représentation d'un sujet ou d'une scène. En cela, elle peut être considérée comme l'ancêtre de la tapisserie. Sous l'Ancien régime, on comptait des façonniers en tapisseries aux points d'aiguille. Les réalisations sont de taille modeste, ayant quelques applications. Ainsi les dessus de sièges réalisés au petit ou gros point constituent son usage le plus courant, voire des pièces de plus grande envergure comme des tentures de lits princiers ou murales, que l'on voit dans certains châteaux et musées. En raison de sa facilité d'utilisation, la technique du point d'aiguille est devenue un « ouvrage de dame », pratiqué par l'aristocratie et la bourgeoisie, avant de se populariser.

## Histoire

### La tapisserie dans l'Antiquité
L'art de la tapisserie existe depuis l'Antiquité, en particulier la tapisserie sur métier. Le rôle décoratif de la tapisserie s'affirme, tant chez les peuples nomades pour décorer leurs tentes, que dans les nations sédentaires pour aménager et rehausser l'éclat de leurs temples et de leurs palais.
Dans l'Égypte ancienne, les peintures d'un hypogée de Béni-Hassan, datées de 3 000 ans avant notre ère, renferment la représentation d'un métier à tisser de haute lisse.
Les écrivains de l'antiquité sont unanimes à proclamer la magnificence déployée par Babylone et Ninive dans l'art textile.
L' auteur latin Pline l'ancien dans son Histoire naturelle (livre VIII, §74) rapporte que "Homère parle déjà des étoffes brodées d'où viennent les étoffes triomphales. Les phrygiens ont trouvé l'art de broder à l'aiguille; c'est pour cela que ces ouvrages sont appelés phrygioniens. C'est encore dans l'Asie que le roi Attale a trouvé le moyen de joindre des fils d'or aux broderies, d'où ces étoffes ont été appelées attaliques. Babylone est très célèbre pour la fabrication des broderies de diverses couleurs, d'où le nom de broderies babyloniennes. Alexandrie a inventé l'art de tisser à plusieurs lisses les étoffes qu'on appelle brocarts; la Gaule, les étoffes à carreaux."
L'auteur du Livre d'Esther (ch.I, v.6), décrivant le festin donné par Assuérus, nous décrit "des tentures suspendues de tous côtés, de bleu céleste, de blanc et d'hyacinthe, lesquelles étaient soutenues par des cordons de fil de lin, teints en pourpre et rattachés par des anneaux d'ivoire aux colonnes de marbres". Quelques siècles plus tard, Apollonius de Tyane, visitant Babylone, trouva le palais des rois tendu de tapisseries où étaient figurés des sujets historiques ou mythologiques.
La Cour des Lagides devint ensuite le principal centre de l'industrie textile régénérée. Alexandrie n'eut plus rien à envier à Babylone. Le luxe déployé dès le règne de Ptolémée II Philadelphe (285-247 av.JC) donnait un essor nouveau à toutes les branches de la tapisserie. Un de ses successeurs, Ptolémée Philopator (222-205 av. J.-C.), poussa le luxe jusqu'à recouvrir ses vaisseaux de tentures de pourpre.
Les romains aussi considéraient la tapisserie comme une des formes de la peinture et y représentaient les sujets les plus variés. Ovide' dans ses Métamorphoses, décrit le travail de tapisserie ainsi : "Minerve et Arachne tendent chacune les fils légers qui forme la chaîne et les attachent au métier ;  un roseau sépare les fils. Au milieu glisse la trame qui, conduite par la navette affilée, se déroule sous leurs doigts, s'entrelace à la chaîne et s'unit avec elle sous les coups du peigne aux dents aiguës."
L'Antiquité, pour se résumer, a connu tous les procédés de tissage et de teinture propres à donner à la "peinture en matières textiles" le plus haut degré de perfection.

### La tapisserie au Moyen Âge en Europe

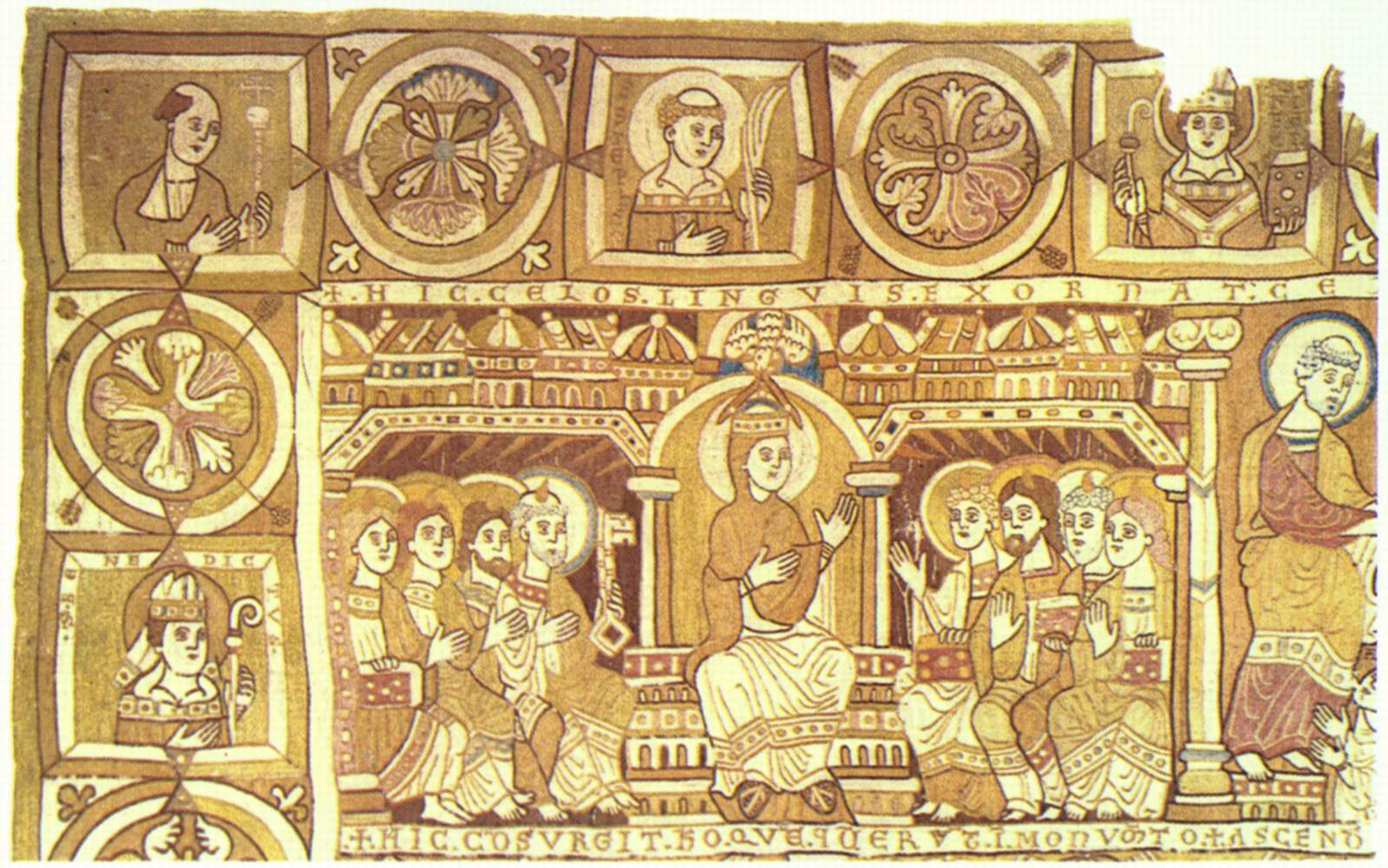
Vestige de la tenture de la cathédrale d'Halberstadt (vers 1170), musée des arts décoratifs de Berlin.

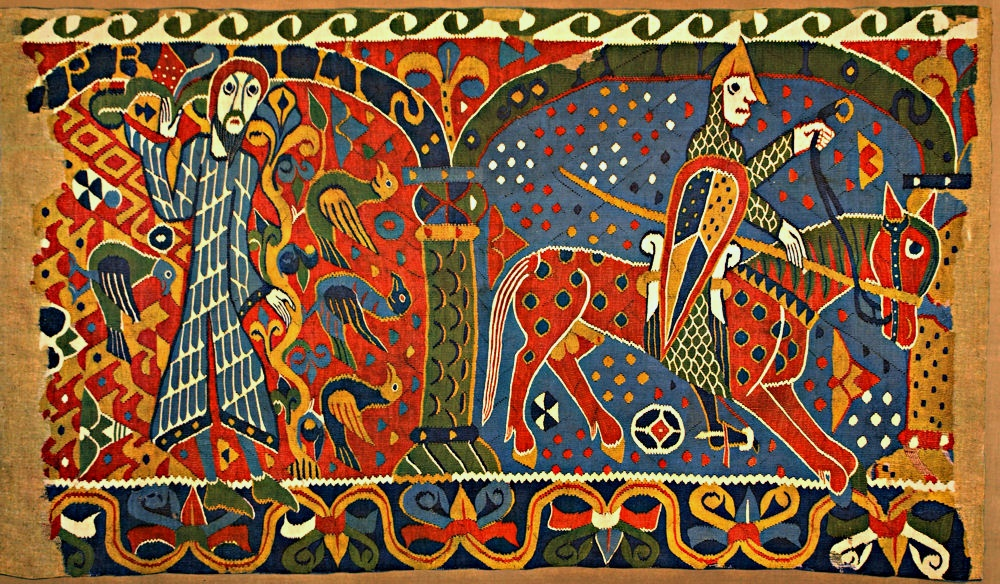
La Tapisserie de Baldishol, Norvège, fin.

Il reste peu d'éléments sur les débuts de la tapisserie en Europe. Des tentures ont été disposées dans les églises pour les décorer. Grégoire de Tours écrit dans son Histoire des Francs que lorsque Clovis a décidé de se faire catholique l'évêque est comblé de joie et les places sont ornées d'étoffes de couleur, les églises sont décorées de tentures blanches. L'abbé Lebeuf a écrit dans Mémoires concernant l'histoire civile et ecclésiastique d'Auxerre que l'évêque Angelelme (813-828) fait embellir l'autel de la cathédrale Saint-Étienne et « fit présent de plusieurs tapisseries très belles, pour orner le lieu où le clergé chantait ».

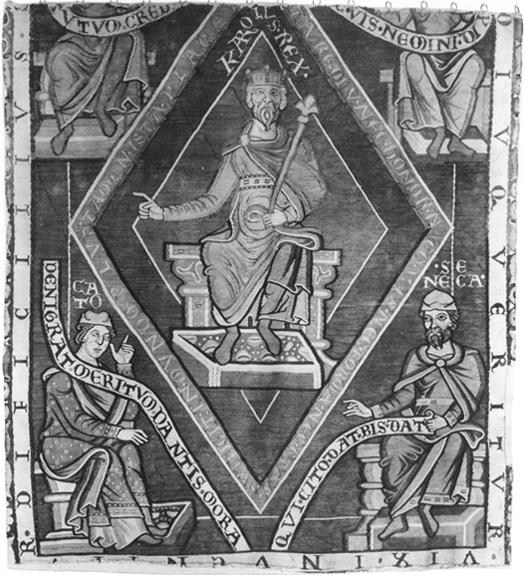
Détail du portrait de Charlemagne de la Tenture d'Halberstadt (XIIe siècle), cathédrale de Halberstadt.

Jean Mabillon écrit pour l'année 1009 que le règlement de Cluny prévoit que les murs de l'abbatiale soient couverts de tapisserie les jours de grandes fêtes. Luc d'Achery a écrit dans les Miracles de saint Benoît que l'église abbatiale de Fleury était ornée de tentures en soie le jour de Pâques 1095. Dans la Vie de saint Gervin, abbé de Saint-Riquier, le même auteur écrit qu'il a fait exécuter des tapis très remarquables en 1060 pour l'église de son abbaye. Vers 1050 est réalisée une tenture de Saint-Géron tissée dans la région de Cologne et reprenant un répertoire ornemental byzantin avec des griffons et des taureaux associés. On retrouve des figurations humaines dans les Tentures de la cathédrale d'Halberstadt, réalisée vers 1170, produites en Basse-Saxe, qui devaient être une tenture de chœur avec des représentations d'Abraham, saint Michel terrassant le dragon, du Christ et des apôtres. Un vestige plus récent montre Charlemagne entouré de philosophes.
En 1025, le concile d'Arras reprend le texte de la lettre de Grégoire le Grand à l'évêque Serenus de Marseille, en 599, dans laquelle il condamnait la destruction des images dans les églises arguant qu'elles permettaient aux illettrés de garder en mémoire l'histoire sainte, et que l’image était l’écriture des illettrés (lliterati, quod per scripturam non possunt intueri, haec per quaedam picturae lineamenta contemplantur).

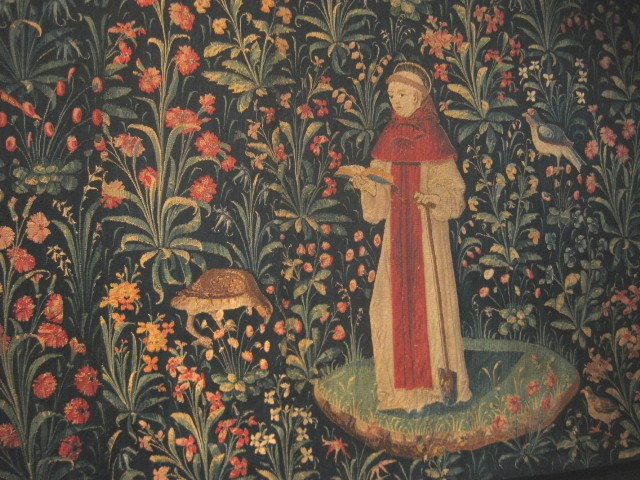
Saint Antoine ermite, tapisserie de Guigone de Salins (entre 1443 et 1470), hospices de Beaune.

Les tapisseries murales améliorent considérablement le confort dans les lieux de vie, en offrant une meilleure isolation thermique, car elles conservent mieux la chaleur dans les pièces que les murs peints, et protègent des courants d'air dans les églises. De plus, elles permettent de décorer une pièce, de donner un cadre aux conversations. Les motifs représentés se composent souvent de fleurettes, d'animaux, émaillés de symboles héraldiques. Les tapisseries n'étant pas fixées rigidement aux murs, elles sont facilement déplaçables d'un lieu de résidence à un autre.

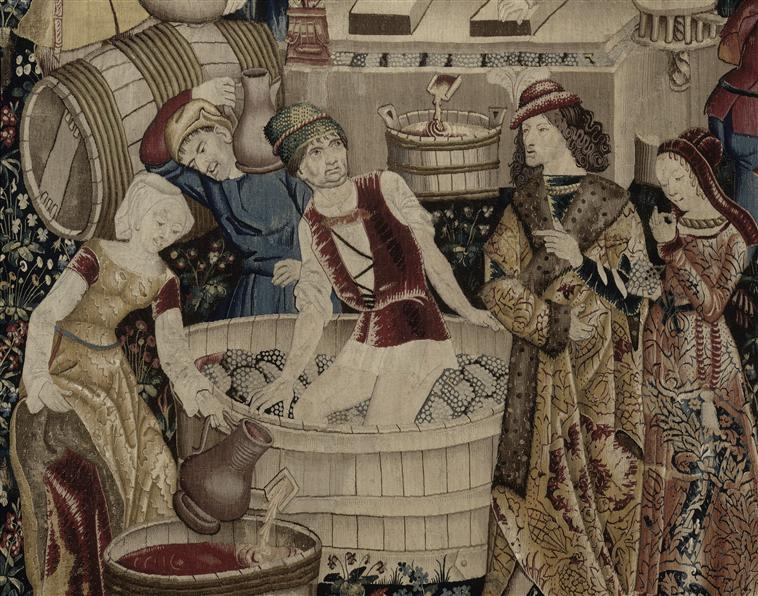
Vendanges (vers 1500), Paris, musée de Cluny.

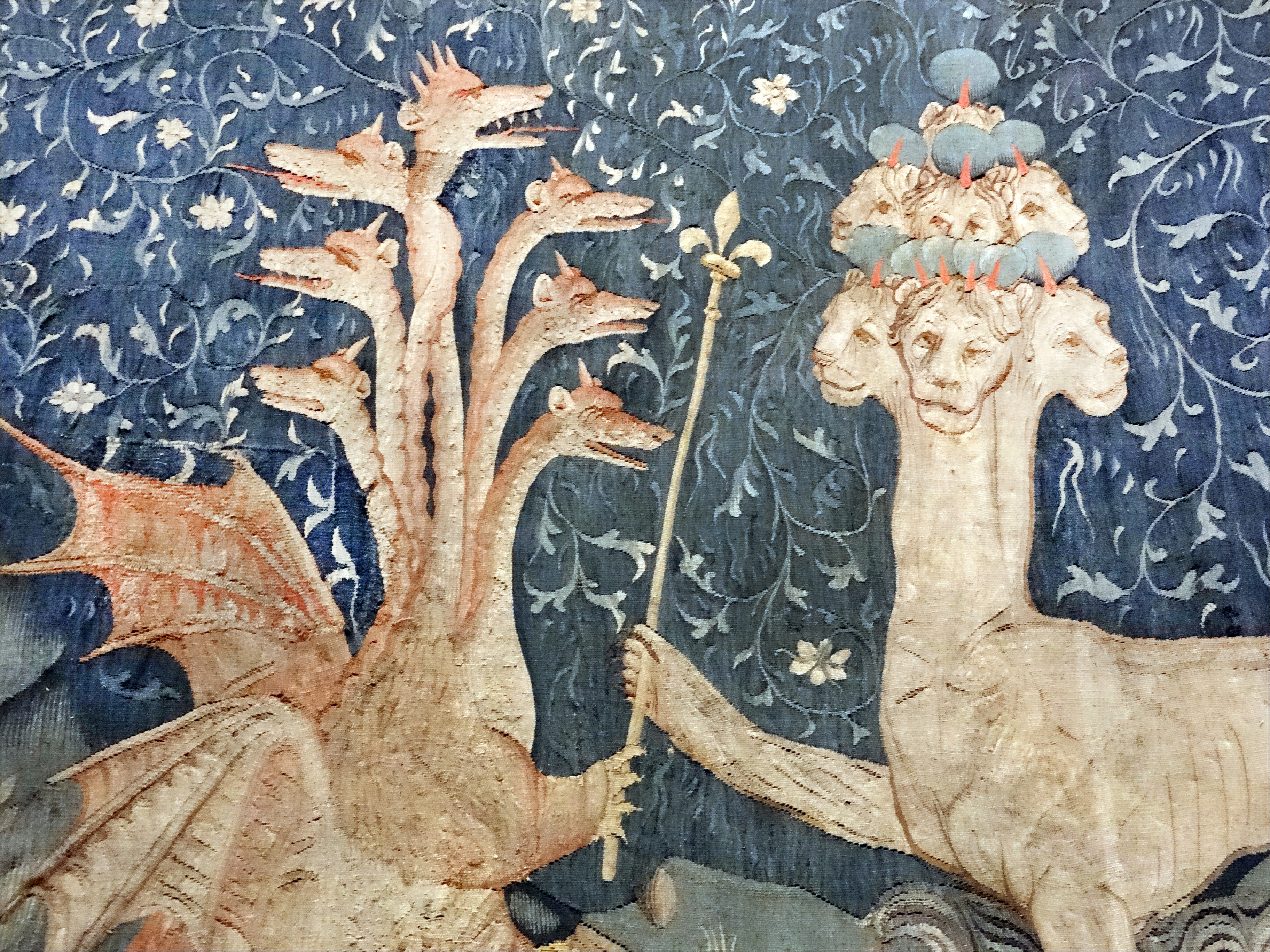
Tenture de l'Apocalypse (entre 1373-1377 et 1382), château d'Angers.

La plus ancienne trace d'une commande de tapisserie, est celle faite par Mahaut d'Artois qui demande, le 4 juillet 1313, à Mathieu Cosset, receveur d’Artois, de faire confectionner six tapisseries par Isabelle Caurrée, marchande d'Arras.

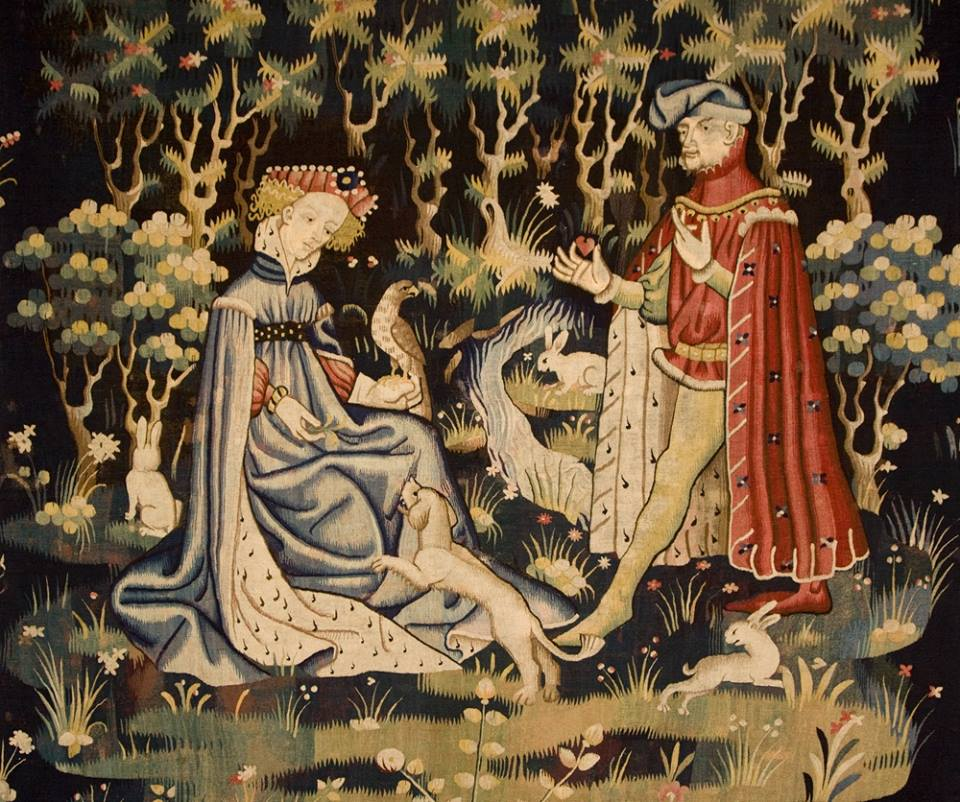
Arras (?), L'Offrande du cœur (vers 1410), Paris, musée du Louvre.

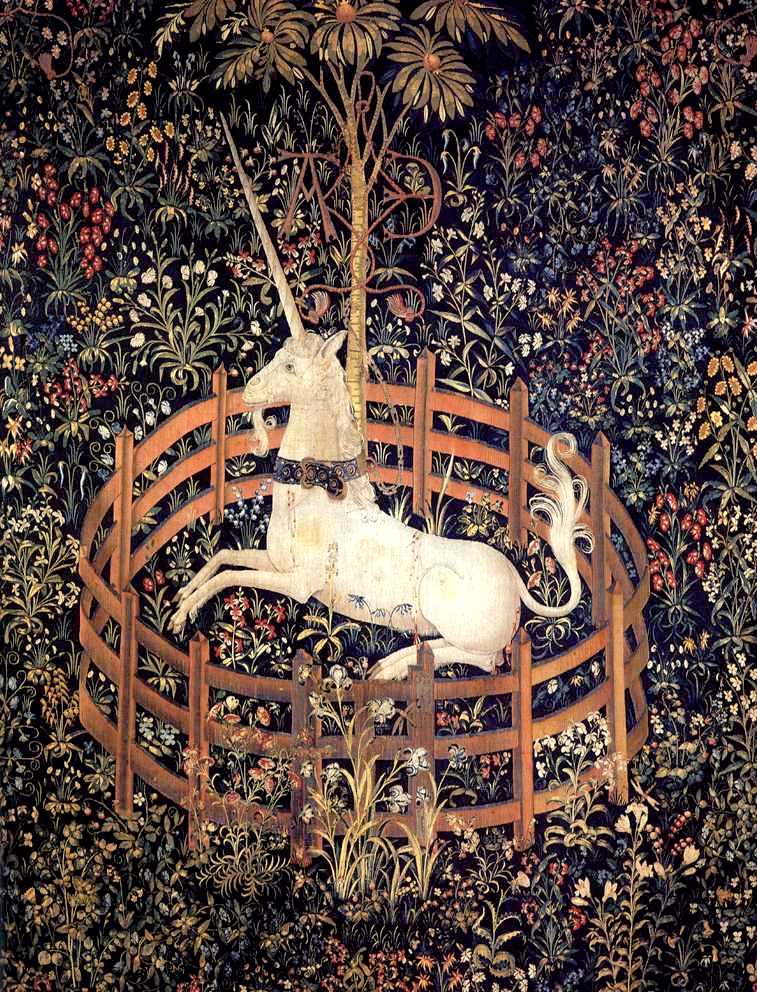
La Chasse à la licorne (vers 1495-1505), New York, The Cloisters.

À partir du milieu du XIVe siècle on constate un étonnant développement de la tapisserie en Europe occidentale. Il est le résultat de la combinaison de plusieurs facteurs, économique, historique et culturel. Si les tapis restent une technique orientale, la tapisserie devient une technique occidentale. Les tapisseries sont pariétales / murales, c'est-à-dire accrochées aux parois / murs tandis que les tapis sont destinés à revêtir les sols. Le principal centre de production du tapis se situe en Asie mineure, en Turquie et en Perse (Iran actuel). La tapisserie, qui s'est d'abord développée à Paris, va se déplacer, probablement à cause de la guerre de Cent Ans, vers l'Artois (Arras), la Flandre (Tournai), le Hainaut, puis s'est déplacé vers le Brabant (Bruxelles) où existait une tradition drapière qui s'est trouvée en concurrence avec la production anglaise.
Jean II le Bon est couronné roi de France en 1350. Ses quatre fils, Charles V, Louis Ier, duc d'Anjou, Jean Ier, duc de Berry, et Philippe le Hardi, duc de Bourgogne, ont été des collectionneurs passionnés qui ont fait des commandes de tapisseries importantes : 
- Louis d'Anjou possède 76 tapisseries en 1364, et l'exceptionnelle Tenture de l'Apocalypse, fournie en 1380 par Colin/Nicolas Bataille ;
- Philippe le Hardi s'est marié en 1369 avec Marguerite de Male, fille de Louis de Male, comte de Flandre, qui a hérité du comté de Flandre et du comté d'Artois à sa mort, en 1384. Ils vont progressivement étendre leur domaine et créer les Pays-Bas bourguignons. Les ducs de Bourgogne vont se servir des produits de luxe comme moyens pour affirmer leurs ambitions dans leurs actions diplomatiques. Les tapisseries leur servent de deux manières : en décoration des lieux de réunion pour montrer leur richesse, comme cadeaux aux hommes qui peuvent leur sont utiles dans leurs démarches ;
- Jean de Berry possédait des tapisseries dont certaines sont citées dans l'inventaire de 1422 des tapisseries de Charles VI qui représentent des sujets de la mythologie grecques et des Neuf Preuses[21],[22].

Jusqu'au XVIIe siècle, le sud de la région des Pays-Bas (Flandres, Artois, Hainaut, Brabant) est la région la plus industrieuse d'Europe avec l'Italie du Nord, et s'est fait une spécialité de la production de draps à partir de la laine fournie par l'Angleterre. Les principaux centres de production de la tapisserie sont Arras, Tournai, Bruxelles, Audenarde et Enghien. La zone connaît une grande concentration de richesse. À côté des commandes des princes, il y a en même temps un développement de la demande de consommateurs urbains pour les produits de luxe. Les fournisseurs de Philippe le Hardi sont des marchands tapissiers résidant à Paris et à Arras. Arras était renommée pour la qualité de sa production textile de luxe au XVe siècle. Cette suprématie d'Arras sur le marché de la tapisserie a fait que dans de nombreux pays le nom d'Arras était synonyme de tapisserie bien après la quasi-disparition des ateliers de tapisserie à Arras, comme en Italie, « arazzo », ou « arrasy » en Pologne. Il n'est pas toujours aisé de retrouver l'atelier d'origine d'une tapisserie médiévale. Après Arras, les centres les plus importants de production de tapisserie ont été Tournai, puis Bruxelles, Grammont, Bruges, Anvers et Audenarde. Ce marché du luxe était coordonné par de grands entrepreneurs, qualifiés de « marchands tapissiers » ou « marcheteur » comme Pasquier Grenier, qui étaient aussi des manieurs d'argent, prêtant de grosses sommes d'argent aux princes, finançant les ateliers de tapisserie, mettant en relation commanditaires, ateliers et fournisseurs de matière première. Quatre de ces marchands apparaissent régulièrement dans les comptes de Philippe le Hardi : Jacquet Dourdin, Jean Cosset, Colin/Nicolas Bataille et Pierre de Beaumez. On les trouve avec le titre de valet de chambre ou garde des tapisseries de ces princes. Dans le développement de leur marché, en Espagne et en Italie, les marchands tapissiers vont s'associer avec les banquiers italiens, en particulier avec la banque Médicis. Les mariages sont aussi un moyen pour développer le commerce. Ainsi, dans les clauses du contrat de mariage entre Charles le Téméraire et Marguerite d'York, il y a celle de l'ouverture du marché anglais aux produits manufacturés des Pays-Bas. À côté de la commande privée, le clergé continue à acheter des tapisseries, comme la tenture de Saint-Étienne, commandée par l'évêque d'Auxerre pour le chœur de sa cathédrale vers 1500.
Pendant la seconde moitié du XIVe siècle, avec l'apparition d'une importante clientèle privée, se produit un changement dans les thèmes abordés en tapisserie. L'innovation majeure consiste à mettre en scène des histoires, qui sont plus élaborées, plus riches et surtout plus prestigieuses. La tapisserie devient alors un objet de luxe, et commence à remplir trois grandes fonctions. Elles sont des objets d'ostentation, déployés dans les demeures des grands, ou à l'occasion de cérémonies publiques. D'autres ne sont pas présentées, mais entreposées à l'abri de la lumière. Les tentures sont aussi des cadeaux diplomatiques ou de mariage, pour faciliter des alliances entre maisons. Par exemple, pendant la guerre de Cent Ans, le duc de Bourgogne use de ce genre de présent, ce qui permet une rapide diffusion de ce produit à travers toute l'Europe occidentale. De plus, les inventaires des puissants, laïcs ou ecclésiastiques, font état de nombreuses tentures qui font surtout office d'investissements. Celles-ci, parfois tissées de fil d'or et d'argent, constituent une réserve de capital, preuve du caractère précieux qu'elles renferment.
En revanche pendant la même période, après le trépas de Charles VI, l'inventaire dressé par Jean Du Val montre qu'un grand nombre des étoffes et tapisseries constituant le mobilier du palais capétien et du Louvre ont été détournées et vendues, par et au profit des Anglais, comme des gens de cour.
Comme les tapisseries sont le plus souvent destinées à des lieux de vie, les thèmes religieux sont moins fréquents, mais restent bien sûr très présents. Beaucoup représentent classiquement la vie de la Vierge Marie, ou la Passion du Christ. Un accent particulier est mis sur la manière de raconter la vie des saints, avec plus d'originalité, une iconographie recherchée, comme dans L'Histoire de saint Étienne de la cathédrale d'Auxerre. Des morceaux choisis de la Bible sont tissés, comme la tenture de L'Histoire de Gédéon commandée par Philippe le Bon à des tapissiers de Tournai pour les réunions du chapitre de l'Ordre de la Toison d'or, ou les scènes de repentir du roi David dans la tenture de David et Bethsabée réalisée à Bruxelles. L'idée est de créer un rapprochement entre le propriétaire de la tapisserie et ce qui est représenté accroché au mur. Les tentures racontent aussi des scènes de bataille, souvent appréciées, des événements contemporains comme le voyage de Vasco de Gama dans La Caravane de chameaux, des événements passés (le couronnement de Clovis commandé par Charles le Téméraire), des épisodes historiques réactualisés comme L'Histoire de César qui représente des chevaliers. La chanson de geste avec L'Histoire de Jourdain de Blaye ou la littérature courtoise avec Hommes sauvages et Château d'amour ne sont pas en reste. Enfin, d'innombrables scènes de chasse (Nobles chassant en costumes de sauvages), de travail des sujets (La Capture des lapins au furet) sont tissées.
Enfin, l'art de la tapisserie est aussi le témoin de l'art des peintres qui réalisaient les cartons préparatoires. C'est donc un aspect essentiel de l'histoire de l'art au Moyen Âge.
À partir du XVIIe siècle, la production des Pays Bas est concurrencée par la production française, jusqu'alors minoritaire, mais qui, grâce aux privilèges décernés par les rois de France à partir d'Henri IV, et grâce à leurs commandes somptueuses, vont pouvoir s'imposer face aux ateliers brabançons, hennuyers et flamands.

### La tapisserie Renaissance
En France, vers 1530, François Ier fonde à Fontainebleau la première manufacture royale de tapisserie. En 1601, une manufacture de tapisserie est créée dans l'enclos des Gobelins par Henri IV.
L'arrivée de la Renaissance va introduire le style italien dans les tapisseries européennes en particulier grâce à des artistes tels que Raphaël (1483-1520) qui introduit l’art de la composition, l’ordre, la clarté, la perspective, le décor, les riches bordures et arabesques qui donneront le «haut en couleur» propre à la Renaissance, Giulio Romano (1499-1546) disciple de Raphaël et Perino del Vaga (1501-1547). La tenture « des Actes des apôtres » de Raphaël sera dans l'art de la tapisserie l'Annonce de la Renaissance.

### La tapisserie auXVIIesiècle
Au début des années 1660, Colbert restructure l'atelier des Gobelins pour en faire une manufacture regroupant l'ensemble des liciers parisiens, puis il crée Beauvais en 1664, également sous la protection du roi Louis XIV. Plus de 800 peintres et tapissiers sont réunis aux Gobelins, à Paris, sous la direction de Charles Le Brun dont l’idée est de spécialiser les artistes selon leurs dons et leurs affinités. C’est pourquoi il n’est pas rare de trouver un carton signé par plusieurs artistes différents.
Au XVIIe siècle, la tapisserie européenne imite la peinture, la couleur prenant désormais plus d’importance que les effets de tissages.

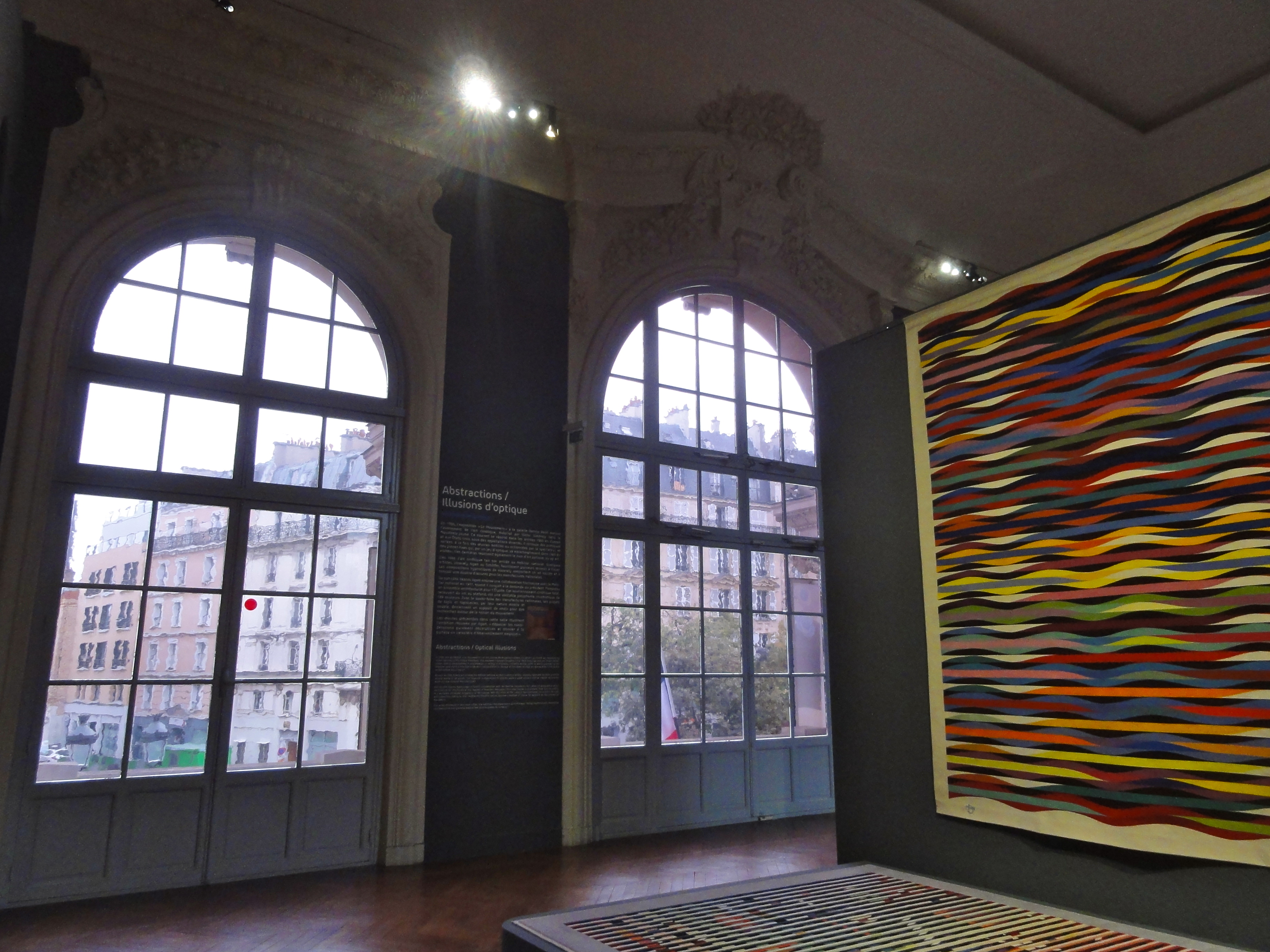
Exposition des tapisseries Au fil du siècle (2018), Paris, galerie des Gobelins.

### La tapisserie contemporaine
Des artistes contemporains créent des cartons pour qu'ils soient réalisés en tapisserie.
On parle alors d'artistes cartonniers qui, le dessin effectué sur une commande ou un travail personnel, font exécuter leurs œuvres par des liciers de manufactures de tapisseries comme celles d'Aubusson ou des ateliers indépendants.
Parmi les plus connus, on peut citer Pierre Saint-Paul, Jean Picart le Doux, Jacques Lestrille, Le Corbusier, Alexander Calder, Salvador Dali, Jacques Lagrange, Enrico Accatino, Marc Petit, Nicolas de Staël, Serge Poliakoff, Victor Vasarely, Charles Lapicque, Alfred Manessier, Pierre Soulages, Jean Le Moal, Henri-Georges Adam, Édouard Pignon, Gustave Singier, Robert Wogensky, Jean Labellie, Claude Lagoutte, Nicolas Carrega, André Lanskoy, Alberto Magnelli, Michel Seuphor, Ossip Zadkine, Anne Aknin, Olivier Debré, André Brasilier et, surtout, Jean Lurçat et Dom Robert qui ont grandement participé au renouveau de la tapisserie dans la seconde moitié du XXe siècle.
Mais certains artistes comme Josep Grau-Garriga ont su faire évoluer la tapisserie vers un autre monde : d'une tapisserie figurative il est passé à une tapisserie en relief et abstraite jusqu'à aller vers une tapisserie-sculpture (ou tapisserie tri-dimensionnelle). Grau-Garriga a appris la tapisserie en 1958 auprès de Jean Lurçat. Il a considéré que pour être une véritable œuvre d'art, la tapisserie devait être créée et tissée par l'artiste lui-même, comme ce fut le cas pour André Barreau (créateur-lissier).
À l'Académie royale des beaux-arts de Bruxelles et à l'Académie des beaux-arts et des arts décoratifs de Tournai, il existe toujours un atelier de tapisserie où les étudiants-artistes peuvent profiter de métiers hautes-lices et basses-lices pour leur propre création.

## Quelques tentures ou tapisseries remarquables

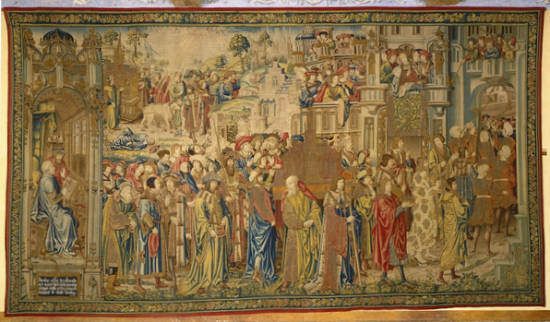
L'une des dix tapisseries de la tenture de David et Bethsabée du XVIe siècle, château d'Écouen.

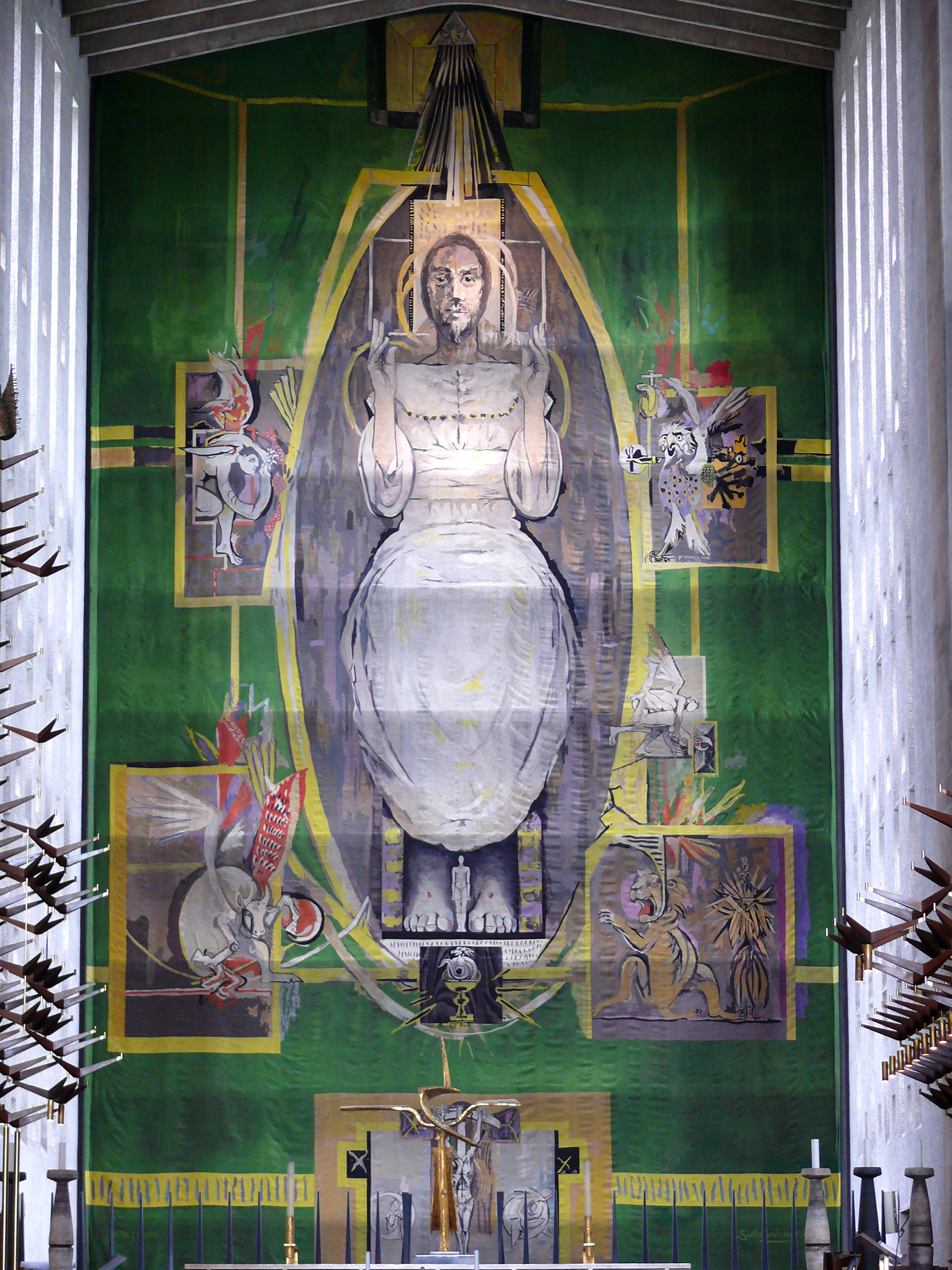
Christ en Gloire, carton de Graham Sutherland, cathédrale de Coventry.

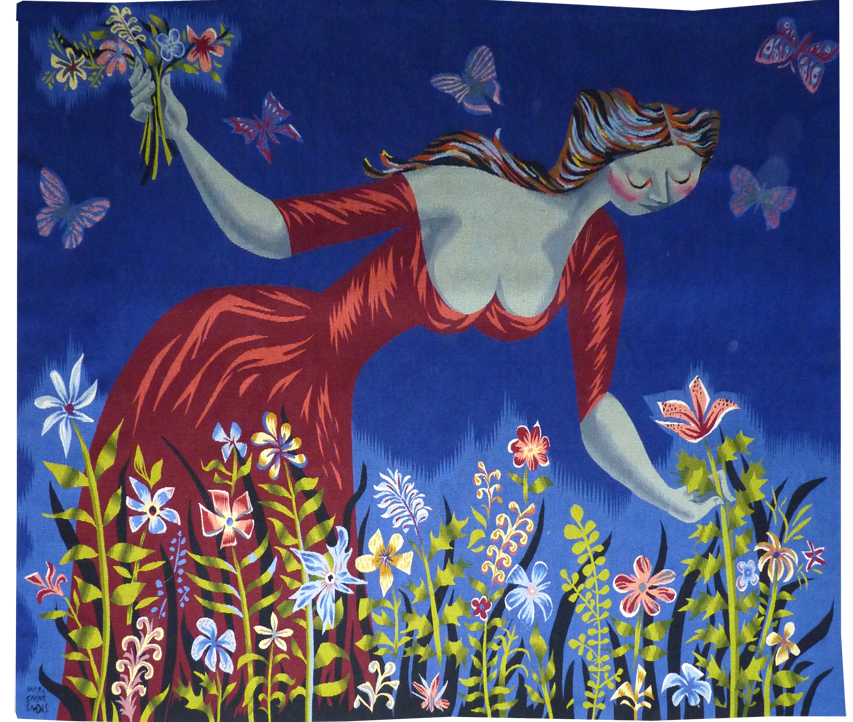
Le Bouquet, œuvre de consécration internationale de Marc Saint-Saëns; 1951.

- La tapisserie de Bayeux, qui n'est cependant pas une tapisserie mais une broderie.
- La tapisserie de Baldishol, datée de la fin du XIIe siècle ou du début XIIIe siècle, qui devait représenter les douze mois de l'année, mais dont le fragment conservé représente les mois d’avril et mai (Musée des arts décoratifs et du design d'Oslo, rattaché au Musée national de l'art, de l'architecture et du design).
- Les tapisseries de la Bataille des Trois Rois ou bataille de Oued al-Makhazin (Conquête de l'Assilah et de Tanger), quatre pièces flamands, se trouvent dans le Musée paroissial de la Collégiale de Pastrana, Guadalajara, Espagne.
- Les tapisseries de la Bataille des Trois Rois ou bataille de Oued al-Makhazin (Conquête de Ksar Sghir), deux pièces flamands, se trouvent au Musée paroissial de la Collégiale de Pastrana, Guadalajara, Espagne.
- Les tapisseries de La Tétrarchie (Alexandre le Grand), deux pièces flamands, se trouvent au Musée paroissial de la Collégiale de Pastrana, Guadalajara, Espagne.
- La tenture de l'Apocalypse, ensemble de pièces conservées au château d' Angers, réalisé à partir des cartons du peintre Hennequin de Bruges et commandé par l'entrepreneur Nicolas Bataille (vers 1377-1381).
- La tenture de l'Annonciation, tapisserie du musée des Cloisters, département du Metropolitan Museum of Art, New York.
- Les Neuf Preux, (vers 1385), atelier de Nicolas Bataille, Metropolitan Museum of Art, New York.
- La Chasse à la licorne, série de tapisseries se trouvant au musée des Cloisters, département du Metropolitan Museum of Art, New York.
- Le Dais de Charles VII, (vers 1440), attribué à Jacob de Littemont, musée du Louvre.
- La tenture de la Dame à la licorne, célèbre série de tapisseries du Moyen Âge, conservée au musée de Cluny.
- La tapisserie des Cerfs ailés se trouvant au musée départemental des Antiquités de Rouen.
- La tenture de David et Bethsabée exposée au musée national de la Renaissance d'Écouen est sans doute l'ensemble le plus connu de l'époque Renaissance. Cette œuvre de grandes dimensions fut tissée à Bruxelles entre 1510 et 1515. Constituée de dix pièces, elle est longue de 75 mètres et haute de 4,5 mètres (totalisant donc 340 m2). Le nom de ses auteurs demeure inconnu. Il s'agit d'un récit biblique. Le musée national de la Renaissance expose bien d'autres tapisseries du XVIe siècle, provenant de toute l'Europe.
- La tenture des Valois.
- Scènes de la vie de Saint Martin (XIIIe siècle), musée de Cluny, Paris.
- Guerre de Troie, (v. 1465), tissée à Tournai par Pasquier Grenier, musée de la cathédrale de Zamora.
- Les douze pièces de la tenture de la Bataille de Pavie, tissées à Bruxelles en 1531 d'après des cartons de Bernard van Orley.
- La Tapisserie de la Création (Tapiz de la Creación) est une œuvre de broderie de la fin du XIe siècle ou du début du XIIe[36],[37], faisant partie du trésor de la cathédrale de Gérone (Catalogne) en Espagne.
- La Les chasses de Maximilien, ensemble de 12 tapis tissés à Bruxelles vers 1528 sur des cartons de Bernard van Orley conservées au Louvre.
- Les douze tapis de la conquête de Tunis, tissées à Bruxelles chez Willem de Pannemaker, d'après Jan Cornelisz Vermeyen, en 1550.
- Les Amusements champêtres (1720-1730), un ensemble de huit tapisseries tissé à la manufacture de Beauvais d'après les cartons de Jean-Baptiste Oudry.
- Les cartons de Goya, réalisés entre 1775 et 1792, et presque tous transposés sur tapisserie pour le palais du Pardo et l'Escurial, près de Madrid.
- Christ en Gloire (1962), pour la cathédrale de Coventry par les ateliers Pinton (tapisserie d'Aubusson), carton de Graham Sutherland.
- Le Bouquet, œuvre préférée de Marc Saint-Saens a contribué à la renommée internationale de ce peintre et cartonnier français[38].
- Le musée Jean-Lurçat et de la tapisserie contemporaine qui abrite le Chant du monde à Angers.
- La Paix, tapisserie monumentale (32,8 m2) d'Yvette Cauquil-Prince d’après le carton du vitrail de Marc Chagall à l’ONU au Musée du pays de Sarrebourg.

## Manufactures et musées
- La Cité internationale de la tapisserie et de l'art tissé et son musée de la tapisserie d'Aubusson, à Aubusson (Creuse)
- Tapisserie d'Aubusson, à Laval
- Manufacture de la Savonnerie
- Manufacture des Gobelins
- Manufacture de Beauvais
- Manufacture d'Aubusson Robert Four
- Le musée Dom Robert et de la tapisserie du XXe siècle, à Sorèze
- Ateliers Pinton
- Tissage d'Art de Lys à Lys-lez-Lannoy (près de Roubaix)
- Fabrique royale de tapisserie, Madrid
- Atelier de restauration à Tournai et musée (Belgique)
- La maison Jonathas à Enghien (Belgique)
- Le musée Jean-Lurçat et de la tapisserie contemporaine d'Angers
- L'atelier-musée Jean-Lurçat, dans le château de Saint-Laurent à Saint-Laurent-les-Tours, près de Saint-Céré dans le nord du Lot, musée départemental préservant la demeure que l'artiste acquit en 1945 et portant témoignage, dans un site médiéval, de vingt ans de vie de Jean Lurçat et d'un demi-siècle de son travail artistique et quotidien.
- Manufactura de Tapeçarias de Portalegre (Portugal)
- Tapisserie médicéenne, à Florence